# Merkmalsraum
Ein Merkmalsraum ist ein mathematischer Raum, der ein Objekt durch dessen Messwerte in Bezug auf dessen besondere Eigenschaften bzw. Merkmale bestimmt.
Im Rahmen der künstlichen Intelligenz wird der Begriff in der Mustererkennung verwendet.
In der empirischen Sozialforschung dient der Begriff, um Messergebnisse zu klassifizieren und die Klassifikation oder Typenbildung methodisch zu kontrollieren.

## In der künstlichen Intelligenz

### Begriff der Mustererkennung
Die Mustererkennung untersucht die automatische Klassifizierung, also wie man Objekte automatisch in Klassen einordnen kann. Um Objekte zu unterscheiden, bestimmt man zunächst eine Reihe von Merkmalen, in denen sie sich möglichst stark unterscheiden. Dann misst man für jedes zu klassifizierende Objekt diese Merkmale und schreibt die Messergebnisse untereinander in einen Vektor, den sogenannten Merkmalsvektor. Man erhält dadurch für jedes Objekt einen Vektor mit so vielen Einträgen, wie Merkmale betrachtet werden. Jeder dieser Vektoren bezeichnet einen Punkt im Merkmalsraum; der Merkmalsraum hat also so viele Dimensionen wie Merkmale betrachtet werden. Gesucht ist nun eine Funktion, die den Merkmalsraum in mehrere Klassen zerlegt, ein sogenannter Klassifikator.

### Arten von Merkmalsräumen
In der Mustererkennung gebräuchliche Merkmalsräume sind mehrdimensionale reelle Vektorräume:
{\displaystyle \mathbb {R} ^{d}}
Die Dimension d des Raums entspricht der Anzahl der untersuchten Merkmale und kann sehr groß sein.

## In der empirischen Sozialforschung
Die Idee des Merkmalsraum (engl. property-space) ist von Paul F. Lazarsfeld in die Methodologie der empirischen Sozialforschung eingeführt worden.
Wie in der gewöhnlichen Raumvorstellung, bei der jedem Ort bestimmte Raumkoordinaten zugeschrieben werden, so kann jedem Untersuchungsgegenstand in der Sozialforschung eine Anzahl von Merkmalsdimensionen zugeordnet werden, aufgrund jeder einzelnen ihm ein bestimmter Messwert oder eine bestimmte Messkategorie zugeschrieben werden können. Der einfachste Typ von Merkmal ist ein dichotomes Attribut. Anders als in der gewohnten Raumvorstellung können im Merkmalsraum mehr als drei Merkmale sowie für jedes Merkmal unterschiedliche Skalentypen verwendet werden. Die lange Zeit für statistische Auswertungen eingesetzte IBM Lochkarte enthielt 80 Spalten mit je 12 Zeilen, was jeden Befragten einer Meinungsumfrage in einem dichotomen Attributenraum von bis zu 960 Ausprägungen einzuordnen erlaubte.
Die Idee des Merkmalsraum ist besonders hilfreich, um Datenmengen zu reduzieren und sie auf eine handhabbare Anzahl von Klassen oder Kategorien zu reduzieren. Sie erlaubt hierbei zu kontrollieren, welche Reduktionen theoretisch und praktisch sinnvoll sind.
Außerdem dient sie zur "Substruktion" von zuvor theoretisch gebildeten oder vorgefundenen Typologien. Das heißt, eine Typologie bzw. deren Einteilungsmöglichkeiten werden aufgrund der angegebenen Merkmale auf Konsistenz und Vollständigkeit überprüft. Dabei kann sich ergeben, dass die Liste der angegebenen Merkmale unzureichend ist und dass sie ergänzt oder reduziert werden sollte.